# USS LST-948
O USS LST-948 foi um navio de guerra norte-americano da classe LST que operou durante a Segunda Guerra Mundial.